# Memecylon floribundum
Memecylon floribundum är en tvåhjärtbladig växtart som beskrevs av Carl Ludwig von Blume. Memecylon floribundum ingår i släktet Memecylon och familjen Melastomataceae. Inga underarter finns listade i Catalogue of Life.

## Bildgalleri

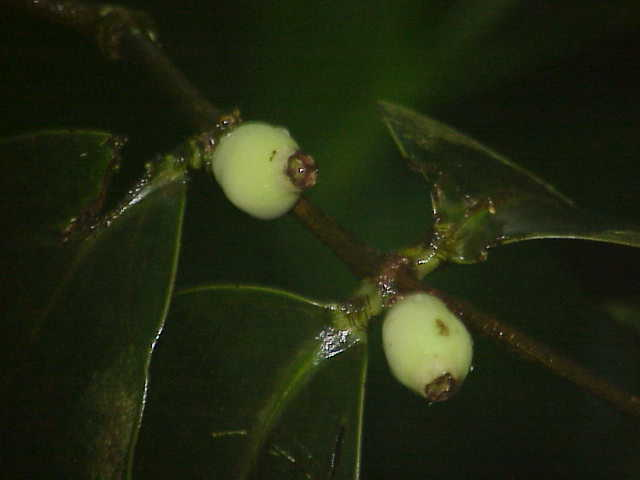
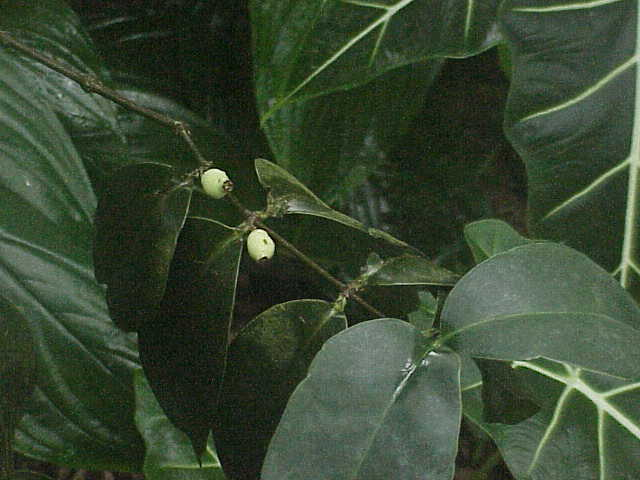